# Myrmeleon quinquemaculatus
Myrmeleon quinquemaculatus är en insektsart som beskrevs av Hagen 1853. Myrmeleon quinquemaculatus ingår i släktet Myrmeleon och familjen myrlejonsländor. Inga underarter finns listade i Catalogue of Life.